# Élections fédérales canadiennes de 2008 au Québec
Les élections fédérales canadiennes de 2008 dans la province de Québec sont marquées par une autre victoire du Bloc québécois, qui remporte la majorité des suffrages et des sièges, en en perdant deux toutefois. Les Conservateurs confirment leur percée en obtenant le même nombre de sièges, et le Parti libéral se maintient au même niveau en gagnant un siège. À noter la montée en suffrages du NPD et la réélection de son député, Thomas Mulcair, qui a été élu d'abord lors d'une élection partielle lors de la législature précédente.

## Résultats généraux
| Parti                  | Parti                                        | Voix      | %     | +/-           | Sièges | +/-           |
| ---------------------- | -------------------------------------------- | --------- | ----- | ------------- | ------ | ------------- |
|                        | Bloc québécois (BQ)                          | 1 379 991 | 38,12 | 3,96          | 49     | 2             |
|                        | Parti libéral du Canada (PLC)                | 859 549   | 23,74 | 2,98          | 14     | 1             |
|                        | Parti conservateur du Canada (PCC)           | 784 996   | 21,68 | 2,92          | 10     | en stagnation |
|                        | Nouveau Parti démocratique (NPD)             | 441 098   | 12,18 | 4,69          | 1      | 1             |
|                        | Parti vert du Canada (PVC)                   | 125 805   | 3,47  | 0,50          | 0      | en stagnation |
|                        | Parti marxiste-léniniste du Canada (PMLC)    | 2 739     | 0,08  | en stagnation | 0      | en stagnation |
|                        | Parti Rhinocéros (Rhino)                     | 2 122     | 0,06  | Nv.           | 0      | en stagnation |
|                        | Parti communiste du Canada (PCC)             | 393       | 0,01  | 0,01          | 0      | en stagnation |
|                        | Parti de l'héritage chrétien du Canada (PHC) | 266       | 0,01  | 0,01          | 0      | en stagnation |
|                        | Parti marijuana (PM)                         | 183       | 0,01  | 0,04          | 0      | en stagnation |
|                        | Indépendant                                  | 23 233    | 0,64  | 0,24          | 1      | en stagnation |
|                        |                                              |           |       |               |        |               |
| Suffrages exprimés     | Suffrages exprimés                           | 3 620 375 | 98,63 |               |        |               |
| Votes invalides        | Votes invalides                              | 50 453    | 1,37  |               |        |               |
| Total                  | Total                                        | 3 670 828 | 100   | -             | 75     | en stagnation |
| Abstention             | Abstention                                   | 2 283 935 | 38,35 |               |        |               |
| Inscrits/Participation | Inscrits/Participation                       | 5 954 763 | 61,65 |               |        |               |

## Députés élus par région
| Région                                  | Circonscription                              | Député sortant | Député sortant        | Député sortant | Député élu | Député élu            | Député élu |
| Région                                  | Circonscription                              | Nom            | Nom                   | Parti          | Nom        | Nom                   | Parti      |
| --------------------------------------- | -------------------------------------------- | -------------- | --------------------- | -------------- | ---------- | --------------------- | ---------- |
| Abitibi-Témiscamingue et Nord-du-Québec | Abitibi—Baie-James—Nunavik—Eeyou             |                | Yvon Lévesque         | BQ             |            | Yvon Lévesque         | BQ         |
| Abitibi-Témiscamingue et Nord-du-Québec | Abitibi—Témiscamingue                        |                | Marc Lemay            | BQ             |            | Marc Lemay            | BQ         |
| Bas-Saint-Laurent                       | Montmagny—L'Islet—Kamouraska—Rivière-du-Loup |                | Paul Crête            | BQ             |            | Paul Crête            | BQ         |
| Bas-Saint-Laurent                       | Rimouski-Neigette—Témiscouata—Les Basques    |                | Louise Thibault       | Ind.           |            | Claude Guimond        | BQ         |
| Capitale-Nationale                      | Beauport—Limoilou                            |                | Sylvie Boucher        | PCC            |            | Sylvie Boucher        | PCC        |
| Capitale-Nationale                      | Charlesbourg—Haute-Saint-Charles             |                | Daniel Petit          | PCC            |            | Daniel Petit          | PCC        |
| Capitale-Nationale                      | Louis-Hébert                                 |                | Luc Harvey            | PCC            |            | Pascal-Pierre Paillé  | BQ         |
| Capitale-Nationale                      | Louis-Saint-Laurent                          |                | Josée Verner          | PCC            |            | Josée Verner          | PCC        |
| Capitale-Nationale                      | Montmorency—Charlevoix—Haute-Côte-Nord       |                | Michel Guimond        | BQ             |            | Michel Guimond        | BQ         |
| Capitale-Nationale                      | Portneuf—Jacques-Cartier                     |                | André Arthur          | Ind.           |            | André Arthur          | Ind.       |
| Capitale-Nationale                      | Québec                                       |                | Christiane Gagnon     | BQ             |            | Christiane Gagnon     | BQ         |
| Centre-du-Québec                        | Bas-Richelieu–Nicolet–Bécancour              |                | Louis Plamondon       | BQ             |            | Louis Plamondon       | BQ         |
| Centre-du-Québec                        | Drummond                                     |                | Pauline Picard*       | BQ             |            | Roger Pomerleau       | BQ         |
| Centre-du-Québec                        | Richmond—Arthabaska                          |                | André Bellavance      | BQ             |            | André Bellavance      | BQ         |
| Chaudière-Appalaches                    | Beauce                                       |                | Maxime Bernier        | PCC            |            | Maxime Bernier        | PCC        |
| Chaudière-Appalaches                    | Lévis–Bellechasse                            |                | Steven Blaney         | PCC            |            | Steven Blaney         | PCC        |
| Chaudière-Appalaches                    | Lotbinière—Chutes-de-la-Chaudière            |                | Jacques Gourde        | PCC            |            | Jacques Gourde        | PCC        |
| Chaudière-Appalaches                    | Mégantic—L'Érable                            |                | Christian Paradis     | PCC            |            | Christian Paradis     | PCC        |
| Côte-Nord                               | Manicouagan                                  |                | Gérard Asselin        | BQ             |            | Gérard Asselin        | BQ         |
| Estrie                                  | Brome—Missisquoi                             |                | Christian Ouellet     | BQ             |            | Christian Ouellet     | BQ         |
| Estrie                                  | Compton—Stanstead                            |                | France Bonsant        | BQ             |            | France Bonsant        | BQ         |
| Estrie                                  | Shefford                                     |                | Robert Vincent        | BQ             |            | Robert Vincent        | BQ         |
| Estrie                                  | Sherbrooke                                   |                | Serge Cardin          | BQ             |            | Serge Cardin          | BQ         |
| Gaspésie– Îles-de-la-Madeleine          | Gaspésie—Îles-de-la-Madeleine                |                | Raynald Blais         | BQ             |            | Raynald Blais         | BQ         |
| Gaspésie– Îles-de-la-Madeleine          | Haute-Gaspésie—La Mitis—Matane—Matapédia     |                | Jean-Yves Roy         | BQ             |            | Jean-Yves Roy         | BQ         |
| Lanaudière                              | Joliette                                     |                | Pierre Paquette       | BQ             |            | Pierre Paquette       | BQ         |
| Lanaudière                              | Montcalm                                     |                | Roger Gaudet          | BQ             |            | Roger Gaudet          | BQ         |
| Lanaudière                              | Repentigny                                   |                | Raymond Gravel*       | BQ             |            | Nicolas Dufour        | BQ         |
| Laurentides                             | Laurentides—Labelle                          |                | Johanne Deschamps     | BQ             |            | Johanne Deschamps     | BQ         |
| Laurentides                             | Rivière-des-Mille-Îles                       |                | Gilles Perron*        | BQ             |            | Luc Desnoyers         | BQ         |
| Laurentides                             | Rivière-du-Nord                              |                | Monique Guay          | BQ             |            | Monique Guay          | BQ         |
| Laurentides                             | Terrebonne—Blainville                        |                | Diane Bourgeois       | BQ             |            | Diane Bourgeois       | BQ         |
| Laval                                   | Alfred-Pellan                                |                | Robert Carrier        | BQ             |            | Robert Carrier        | BQ         |
| Laval                                   | Laval                                        |                | Nicole Demers         | BQ             |            | Nicole Demers         | BQ         |
| Laval                                   | Laval—Les Îles                               |                | Raymonde Folco        | PLC            |            | Raymonde Folco        | PLC        |
| Laval                                   | Marc-Aurèle-Fortin                           |                | Serge Ménard          | BQ             |            | Serge Ménard          | BQ         |
| Mauricie                                | Berthier—Maskinongé                          |                | Guy André             | BQ             |            | Guy André             | BQ         |
| Mauricie                                | Saint-Maurice—Champlain                      |                | Jean-Yves Laforest    | BQ             |            | Jean-Yves Laforest    | BQ         |
| Mauricie                                | Trois-Rivières                               |                | Paule Brunelle        | BQ             |            | Paule Brunelle        | BQ         |
| Montérégie                              | Beauharnois-Salaberry                        |                | Claude DeBellefeuille | BQ             |            | Claude DeBellefeuille | BQ         |
| Montérégie                              | Chambly—Borduas                              |                | Yves Lessard          | BQ             |            | Yves Lessard          | BQ         |
| Montérégie                              | Brossard—La Prairie                          |                | Marcel Lussier        | BQ             |            | Alexandra Mendès      | PLC        |
| Montérégie                              | Châteauguay—Saint-Constant                   |                | Carole Freeman        | BQ             |            | Carole Freeman        | BQ         |
| Montérégie                              | Longueuil—Pierre-Boucher                     |                | Caroline St-Hilaire*  | BQ             |            | Jean Dorion           | BQ         |
| Montérégie                              | Saint-Bruno—Saint-Hubert                     |                | Carole Lavallée       | BQ             |            | Carole Lavallée       | BQ         |
| Montérégie                              | Saint-Hyacinthe—Bagot                        |                | Ève-Mary Thaï Thi Lac | BQ             |            | Ève-Mary Thaï Thi Lac | BQ         |
| Montérégie                              | Saint-Jean                                   |                | Claude Bachand        | BQ             |            | Claude Bachand        | BQ         |
| Montérégie                              | Saint-Lambert                                |                | Maka Kotto*           | BQ             |            | Josée Beaudin         | BQ         |
| Montérégie                              | Vaudreuil-Soulanges                          |                | Meili Faille          | BQ             |            | Meili Faille          | BQ         |
| Montérégie                              | Verchères—Les Patriotes                      |                | Luc Malo              | BQ             |            | Luc Malo              | BQ         |
| Montréal                                | Ahuntsic                                     |                | Maria Mourani         | BQ             |            | Maria Mourani         | BQ         |
| Montréal                                | Bourassa                                     |                | Denis Coderre         | PLC            |            | Denis Coderre         | PLC        |
| Montréal                                | Hochelaga                                    |                | Réal Ménard           | BQ             |            | Réal Ménard           | BQ         |
| Montréal                                | Honoré-Mercier                               |                | Pablo Rodriguez       | PLC            |            | Pablo Rodriguez       | PLC        |
| Montréal                                | Jeanne-Le Ber                                |                | Thierry St-Cyr        | BQ             |            | Thierry St-Cyr        | BQ         |
| Montréal                                | La Pointe-de-l'Île                           |                | Francine Lalonde      | BQ             |            | Francine Lalonde      | BQ         |
| Montréal                                | Lac-Saint-Louis                              |                | Francis Scarpaleggia  | PLC            |            | Francis Scarpaleggia  | PLC        |
| Montréal                                | LaSalle—Émard                                |                | Paul Martin*          | PLC            |            | Lise Zarac            | PLC        |
| Montréal                                | Laurier—Sainte-Marie                         |                | Gilles Duceppe        | BQ             |            | Gilles Duceppe        | BQ         |
| Montréal                                | Mont-Royal                                   |                | Irwin Cotler          | PLC            |            | Irwin Cotler          | PLC        |
| Montréal                                | Notre-Dame-de-Grâce—Lachine                  |                | Marlene Jennings      | PLC            |            | Marlene Jennings      | PLC        |
| Montréal                                | Outremont                                    |                | Thomas Mulcair        | NPD            |            | Thomas Mulcair        | NPD        |
| Montréal                                | Papineau                                     |                | Vivian Barbot         | BQ             |            | Justin Trudeau        | PLC        |
| Montréal                                | Pierrefonds—Dollard                          |                | Bernard Patry         | PLC            |            | Bernard Patry         | PLC        |
| Montréal                                | Rosemont—La Petite-Patrie                    |                | Bernard Bigras        | BQ             |            | Bernard Bigras        | BQ         |
| Montréal                                | Saint-Laurent—Cartierville                   |                | Stéphane Dion         | PLC            |            | Stéphane Dion         | PLC        |
| Montréal                                | Saint-Léonard—Saint-Michel                   |                | Massimo Pacetti       | PLC            |            | Massimo Pacetti       | PLC        |
| Montréal                                | Westmount—Ville-Marie                        |                | Lucienne Robillard*   | PLC            |            | Marc Garneau          | PLC        |
| Outaouais                               | Argenteuil—Papineau—Mirabel                  |                | Mario Laframboise     | BQ             |            | Mario Laframboise     | BQ         |
| Outaouais                               | Gatineau                                     |                | Richard Nadeau        | BQ             |            | Richard Nadeau        | BQ         |
| Outaouais                               | Hull—Aylmer                                  |                | Marcel Proulx         | PLC            |            | Marcel Proulx         | PLC        |
| Outaouais                               | Pontiac                                      |                | Lawrence Cannon       | PCC            |            | Lawrence Cannon       | PCC        |
| Saguenay–Lac-Saint-Jean                 | Chicoutimi—Le Fjord                          |                | Robert Bouchard       | BQ             |            | Robert Bouchard       | BQ         |
| Saguenay–Lac-Saint-Jean                 | Jonquière—Alma                               |                | Jean-Pierre Blackburn | PCC            |            | Jean-Pierre Blackburn | PCC        |
| Saguenay–Lac-Saint-Jean                 | Roberval—Lac-Saint-Jean                      |                | Denis Lebel           | PCC            |            | Denis Lebel           | PCC        |
| * député ne se représentant pas         |                                              |                |                       |                |            |                       |            |